# ほんま (製菓メーカー)
株式会社ほんまは、北海道恵庭市に事業本部を置く製菓メーカーである。販売店は、「月寒あんぱん本舗」、「寒月（かんげつ）」。

## 概要
札幌の月寒地区の郷土菓子「月寒あんぱん」のメーカーとしても知られる。発売当時はツキサップあんぱんと呼ばれたが、現在はつきさむあんぱんと称される。

## 歴史

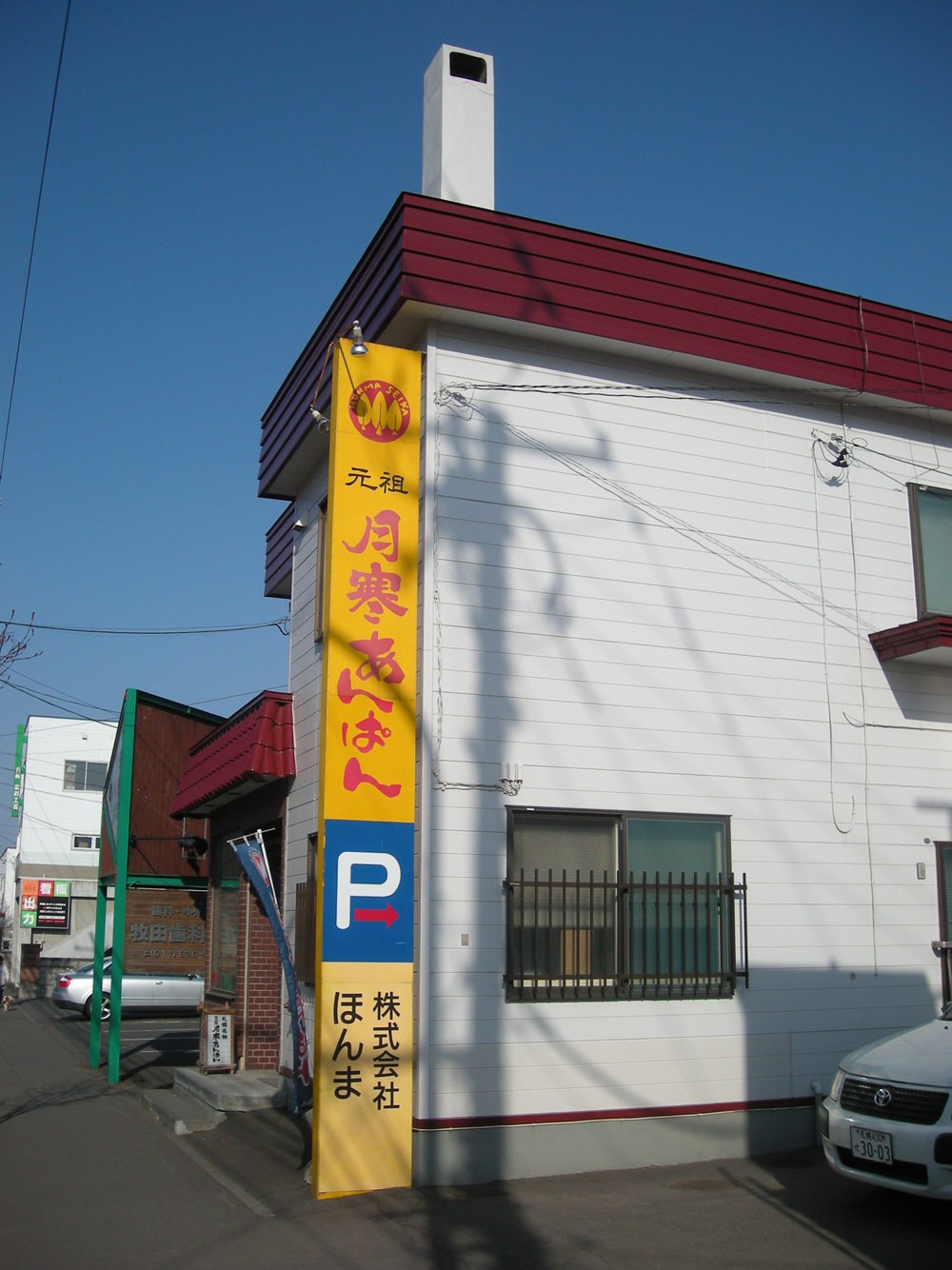
旧看板

豊平村（のちの豊平町）で陸軍に菓子納入業を営んでいた大沼甚三郎は、東京銀座で木村屋總本店が開発したあんパンを噂で知り、現物を確認せずにあんパンを独自開発・製造し、月餅の生地に似たあんパンが出来た。そのあんパンの製法を指南された一人、本間与三郎（創業者）が月寒村にて｢月寒あんぱん｣の製造販売を開始した。
月寒の名物となった「月寒あんぱん」は一時は10軒ほどの製造者があったが、太平洋戦争の物資不足でいずれも休業し「月寒あんぱん」の製造も一時途絶えた。終戦後製造を再開したのは「ほんま」が唯一であった。

### 沿革
- 1906年：本間与三郎が創業。｢月寒あんぱん｣の製造販売を開始[1]。菓子の他、食品・日用雑貨も扱う「大原屋本間商店」を設立。
- 1946年：営業を再開。唯一の｢月寒あんぱん｣製造メーカーとして営業[1]。
- 1952年3月：｢株式会社本間商店｣に改組[1]。
- 1964年7月：札幌工場を移設（札幌市豊平区月寒東2条3丁目2-1）。
- 1965年9月：豊平区月寒中央通6丁目に｢ショッピングセンターだいいち｣を開店、運営（のちに閉店。現：マンション）。
- 1972年2月：富良野市弥生町に富良野工場を創設。
- 1973年5月：商号を「株式会社ほんま」に変更。
- 2006年：創業100周年を迎え、復刻版「100年前月寒あんぱん」を製造販売（本店のみ販売）。
- 2009年3月：マルヤマクラスにて和菓子専門店「寒月」をオープン[1]。
  - 5月6日：山根あゆみ（HBCラジオパーソナリティ）がプロデュースした玉ドーナツ「じゃが娘。」の製造販売が開始。
  - 12月18日：ダイエー麻生店に新店舗をオープン。
- 2010年5月：スティックタイプの「月寒あんぱん」を製造販売が開始。北洋大通センターにて「月寒あんぱん本舗ほんま大通店」をオープン[1]。
- 2013年11月：恵庭市戸磯に恵庭工場新築移転[1]
- 2015年10月：月寒総本店リニューアルオープン[1]
- 2020年、北洋大通センター内の「月寒あんぱん本舗ほんま大通店」を閉店[5]。

## 受賞
- 1984年：｢月寒あんぱん｣が北海道一村一品となる。
- 2000年2月：「北の生ショコラもち」が第7回北海道加工食品フェア最優秀賞「北海道知事賞」を受賞。
- 2003年2月：「月寒まんじゅう」が第10回北海道加工食品フェア優秀賞を受賞。

## 主力製品
詳細は公式サイト参照
- 月寒あんぱんシリーズ

- 月寒ドーナツ（玉ドーナツ）シリーズ

砂糖を塗した こしあん入りの玉ドーナツ。店舗販売品は製品ラベルが金色。スーパーの販売品は白いラベル。
山根あゆみ（HBCラジオパーソナリティ）がプロデュースしたジャガイモあんを使用した玉ドーナツ「じゃが娘。」は通常の製品よりやや大きい。
- みそぱん

- 北の生ショコラもち

生チョコを餅で包み、ココアパウダーを塗した洋菓子。
- 月寒まんじゅう

クルミ入りこしあんの饅頭。
直営店舗以外に道内のスーパー等でも商品の取り扱いがある。

## 事業所
- 恵庭事務所・工場

北海道恵庭市戸磯368番4
- 月寒総本店

北海道札幌市豊平区月寒中央通8-1-10 月寒中央ビル1F